# Fernanda Latani Meléndez Bravo
Fernanda Latani Meléndez Bravo (Ixtepec, Oaxaca, 1991) también conocida como La bruja zapoteca es una escritora y geógrafa zapoteca mexicana.

## Biografía
Latani estudió Geografía de la Universidad Veracruzana y un posgrado en la Universidad Nacional Autónoma de México; su propuesta es la geografía de las emociones en donde plantea abordar dicha disciplina desde el activismo, las corporalidades, los despojos y megaproyectos en México y América Latina.
Su incidencia la hace desde el feminismo comunitario, indígena y ecofeminista en su ciudad de origen, pero también en otros poblados del Istmo de Tehuantepec.
Formó parte de la Red Oaxaqueña de Mujeres Indígenas Trenzando Saberes; también fungió como cocreadora del primer Festival de Mujeres Artistas del Istmo de Tehuantepec Gunaa Ruzaani y creadora de Núcleo de Gegrafía Itinerante un espacio en el que se brindan talleres y charlas sobre espacio, cuerpo, sanación y pedagogías comunitarias desde la geografía feminista.

## Publicaciones
- Tsunami 2 (2020)